# チオプロニン
チオプロニン(Tiopronin)は、Thiolaという商標名で、シスチン尿症患者のシスチンの沈殿と排出の割合を調整するための処方薬として用いられるチオールである。病気が珍しいことから、チオプロニンは希少疾病用医薬品に分類される。

## 使用
チオプロニンは、シスチン尿症の治療に主に用いられる薬品で、シスチン尿症患者のコミュニティではよく知られている。シスチン尿症の重症度に応じて、しばしば幼い頃から一生に渡って用いられることもある。
また、肝レンズ核変性症（体内への銅の過剰蓄積）や珍しい種類の関節炎の治療にも用いられるが、抗炎症薬ではない。
チオプロニンは、金属ナノ粒子の安定化剤として用いられることもある。チオール基がナノ粒子に結合し、凝固を防止する。

## 副作用
チオプロニンには、幅広い副作用があるが、通常、副作用は継続使用するうちに弱まってくる。シスチン尿症が珍しい病気であるため、チオプロニンは未だ十分に研究されていない。